# Fortaleza de Smederevo
La fortaleza de Smederevo (en serbio: Cмeдepeвcκa твpђaвa/Smederevska tvrđava) es una ciudad medieval fortificada en Smederevo, Serbia, que fue capital temporal de Serbia en la Edad Media. Fue construido entre 1427 y 1430 por orden del déspota Đurađ Branković, gobernante del Despotado de Serbia. Fue fortificada todavía más por el Imperio otomano, que había tomado la ciudad en 1459.
La fortaleza resistió varios asedios de otomanos y serbios, y sobrevivió relativamente ilesa. Durante la Segunda Guerra Mundial sufrió graves daños por explosiones y bombardeos. Desde 2009 se encuentra en medio de un extenso trabajo de restauración y conservación, a pesar de lo cual la fortaleza sigue siendo "una de las raras cortes conservadas de los gobernantes serbios medievales".
La fortaleza de Smederevo fue declarada Patrimonio cultural inamovible de importancia excepcional en 1979. En 2010, la fortaleza fue incluida en la lista tentativa para su posible nominación como Patrimonio de la Humanidad (Unesco).